# Hyde (음악가)
하이도(hyde, 1969년 1월 29일 ~ )는 와카야마시에서 독자로 태어났다. 일본 락밴드 라르크 앙 시엘의 보컬리스트이다. 2001년 10월부터 HYDE라는 이름으로 솔로 활동을 시작했다. 2008년 OBLIVION DUST의 기타리스트 K.A.Z와 VAMPS라는 유닛을 결성하여 활동하고 있다. 기상캐스터 출신 탤런트 오오이시 메구미와 2000년 12월 25일 결혼하여 슬하에 2003년 11월 11일 출생한 1남을 두고 있다．

## 음반

### 싱글
HYDE
1. evergreen (2001년 10월 17일)
2. Angel's tale (2001년 12월 12일)
3. SHALLOW SLEEP (2002년 2월 27일)
4. HELLO (2003년 6월 4일)
5. HORIZON (2003년 11월 6일)
6. COUNTDOWN (2005년 10월 5일)
7. SEASON'S CALL (2006년 2월 22일)

VAMPS
1. LOVE ADDICT (2008년 7월 2일)
2. I GOTTA KICK START NOW (2009년 3월 13일)
3. EVANESCENT (2009년 5월 13일)
4. SWEET DREAMS (2009년 9월 30일)
5. DEVIL SIDE (2010년 5월 12일)
6. ANGEL TRIP (2010년 6월 9일)
7. MEMORIES (2010년 12월 15일)

### 앨범
HYDE
1. 1집 ROENTGEN (2002년 3월 27일)
2. 2집 666 (2003년 12월 3일)
3. RONTGEN.english (2004년 10월 14일)
4. 3집 FAITH (2006년 4월 26일)

VAMPS
1. 1집 VAMPS (2009년 6월 10일)
2. 2집 BEAST (2010년 7월 28일)

베스트 앨범
HYDE (2009년 3월 18일)

### DVD
HYDE
1. ROENTGEN STORIES (2004년 11월 3일)
2. FAITH LIVE (2006년 11월 8일)

VAMPS
1. VAMPS LIVE 2008 (2009년 2월 4일)
2. LIVE&DOCUMENTARY DVD「VAMPS LIVE 2009 U.S.A.」(2010년 3월 17일)
3. VAMPS LIVE 2009 (2010년 5월 12일)
4. VAMPS LIVE 2010 WORLD TOUR CHILE (2011년 7월 13일)
5. VAMPS LIVE 2010 BEAUTY AND THE BEAST ARENA (2012년 2월 16일)

## 영화
1. MOON CHILD (2003)
2. 하현의 달 (下弦の月, 2004)